# Bruniqui
Bruniqui (Brunichius, Βρουνίχιος) fou un cronògraf grec de data incerta.
L'esmenta Joan Malales (al volum 1, pàgina 239) que dona el títol de la seva obra: ἔκθεσις Βρουνιχίου ?ωμαίου χρονογράφου.